# Campionati mondiali di tiro con l'arco indoor
I campionati mondiali di tiro con l'arco indoor sono stati una competizione sportiva organizzata dalla Federazione Internazionale di Tiro con l'Arco (WA), in cui si sono assegnanati i titoli mondiali delle diverse specialità indoor del tiro con l'arco.
I primi campionati mondiali di tiro con l'arco indoor furono organizzati nel 1991 e si sono svolti con cadenza biennale fino al 2018.

## Edizioni
| Anno | Città      | Nazione     |
| ---- | ---------- | ----------- |
| 1991 | Oulu       | Finlandia   |
| 1993 | Perpignan  | Francia     |
| 1995 | Birmingham | Regno Unito |
| 1997 | Istanbul   | Turchia     |
| 1999 | L'Avana    | Cuba        |
| 2001 | Firenze    | Italia      |
| 2003 | Nîmes      | Francia     |
| 2005 | Aalborg    | Danimarca   |
| 2008 | Smirne     | Turchia     |
| 2009 | Rzeszów    | Polonia     |
| 2012 | Las Vegas  | Stati Uniti |
| 2014 | Nîmes      | Francia     |
| 2016 | Ankara     | Turchia     |
| 2018 | Yankton    | Stati Uniti |